# Vallentuna station
Vallentuna station är en station på Roslagsbanan i Vallentuna kommun. Den har två spår och två sidoplattformar. Längs med den västra plattformen ligger ett antal busshållplatser som utgör Vallentunas bussterminal. Plattformspassager finns i respektive ände. Antalet påstigande var under en genomsnittlig vintervardag år 2022 cirka 2100.

## Historik
Stationen var tidigare en mötesstation. 2014 öppnade dubbelspår Kragstalund - Bällsta - Vallentuna.